# Canal Dessel-Turnhout-Schoten
Le canal Dessel-Turnhout-Schoten entièrement situé en Belgique, relie le Canal Bocholt-Herentals au niveau de Dessel avec le Canal Albert au niveau de Schoten. La construction débuta en 1844. La section entre Dessel et Turnhout fut achevée deux ans plus tard. Les travaux entre Turnhout et Schoten débutèrent en 1854 pour se terminer en 1875.

## Écluses
La différence de niveau entre Dessel et Schoten est de 25,7 m. Il a donc fallu construire 10 écluses tout au long du trajet.
- Rijkevorsel : écluse n° 1- (50 m x 7 m) - dénivelé 1,13 m
- Brecht : écluse n° 2 - (50 m x 7 m) - dénivelé 2,51 m
- Brecht : écluse n° 3 - (50 m x 7 m) - dénivelé 2,50 m
- Sint-Job-in-'t-Goor : écluse n° 4 - (50 m x 7 m) - dénivelé 2,75 m
- Sint-Job-in-'t-Goor : écluse  n° 5 - (50 m x 7 m) - dénivelé 2,50 m
- Schoten : écluse n° 6 – (50 m x 7 m) - dénivelé 2,46 m
- Schoten : écluse n° 7 - (50 m x 7 m) - dénivelé 2,48 m
- Schoten : écluse n° 8 - (50 m x 7 m) - dénivelé 2,35 m
- Schoten : écluse n° 9 - (50 m x 7 m) - dénivelé 2,41 m
- Schoten : écluse n° 10 - (55 m x 7,5 m) - dénivelé 4,60 m

Le tronçon entre Dessel et Rijkevorsel, de 38 km, est découpé en trois biefs par la présence de deux portes de garde (au points kilométriques 1 et 20), qui empêchent (après fermeture) une partie de l’eau des canaux de s’évacuer en cas de rupture de digue.

## Liaisons avec d’autres canaux
- Canal Albert
- Canal Bocholt-Herentals en liaison avec le canal Dessel-Kwaadmechelen:

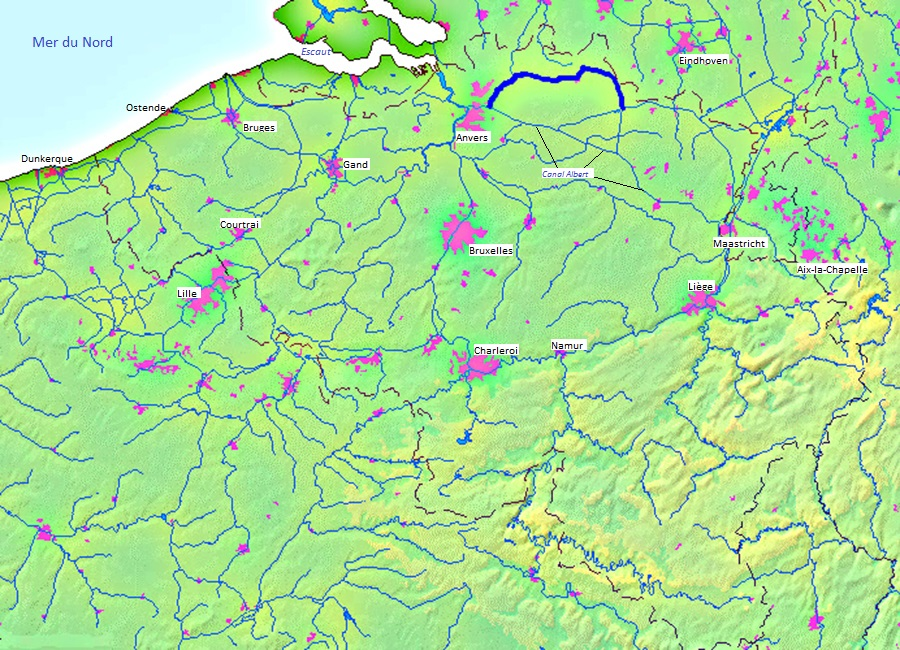
Situation du canal.
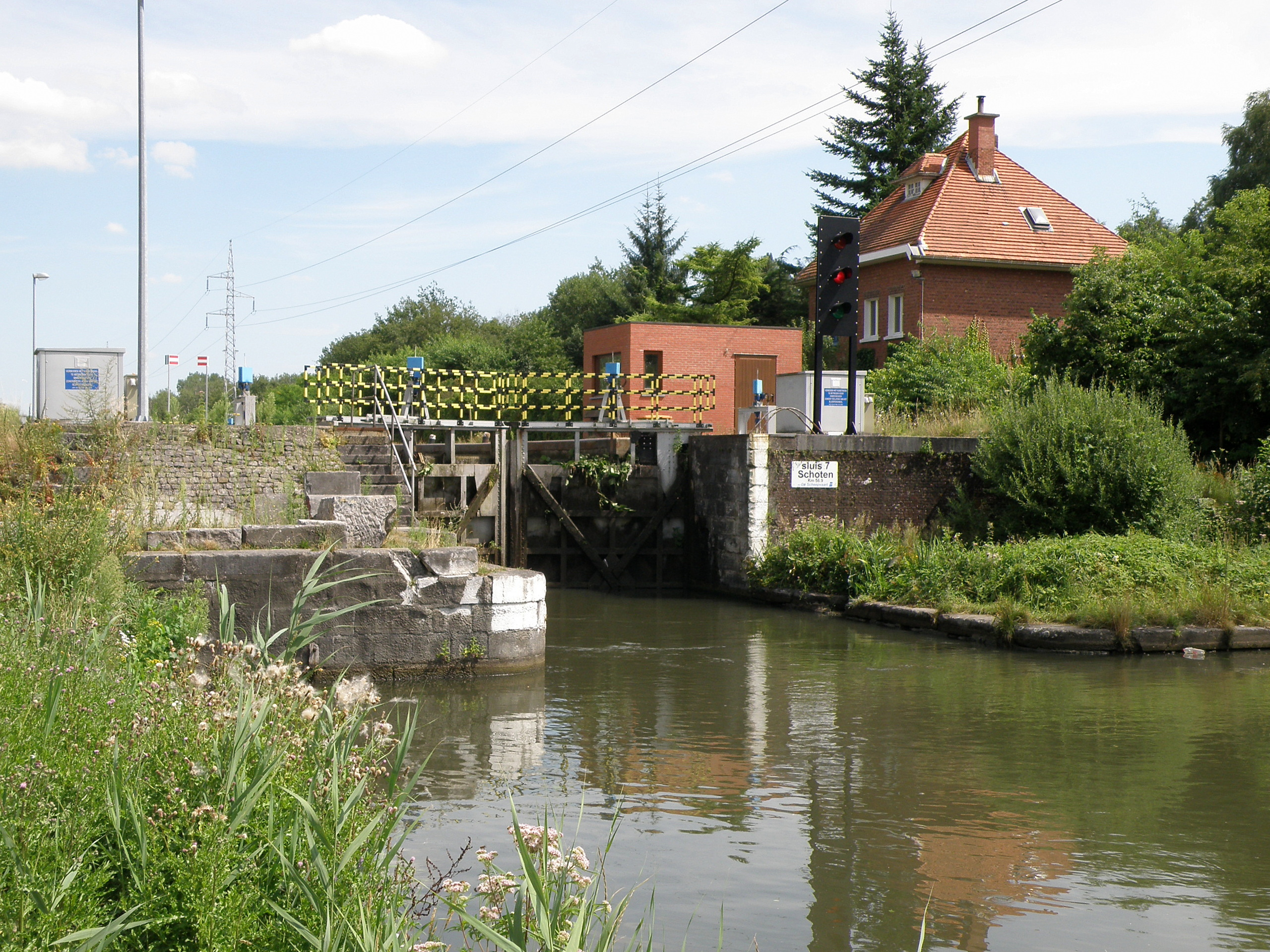
Écluse n° 7 à Schoten.
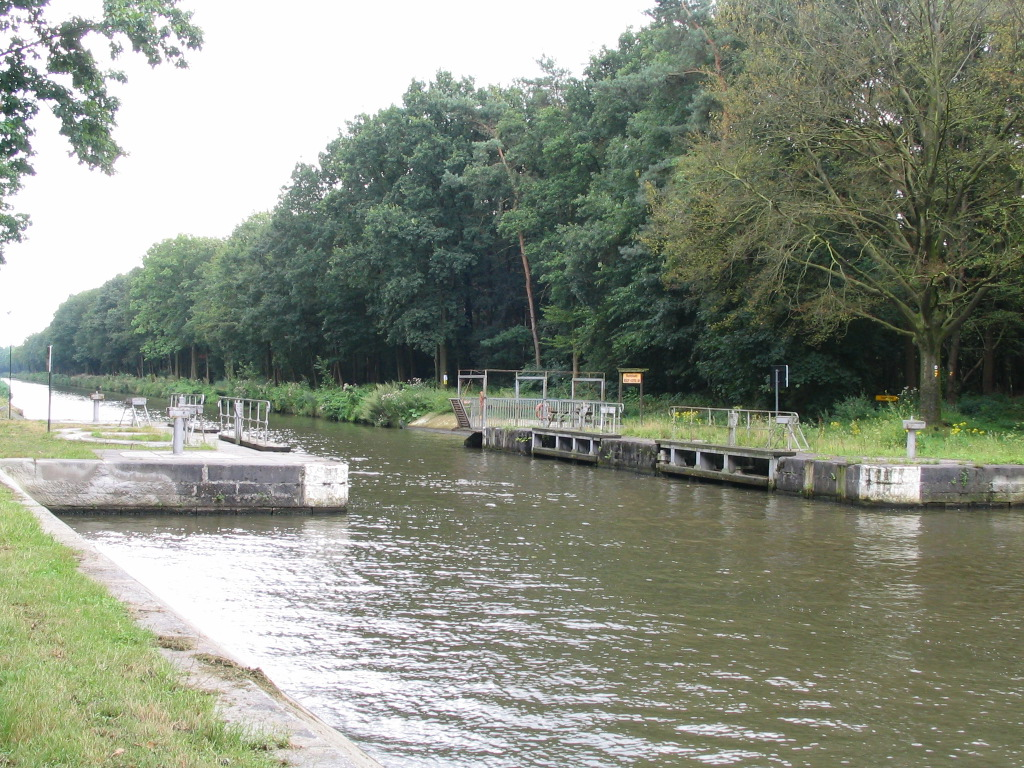
Porte de Garde à Ravels.
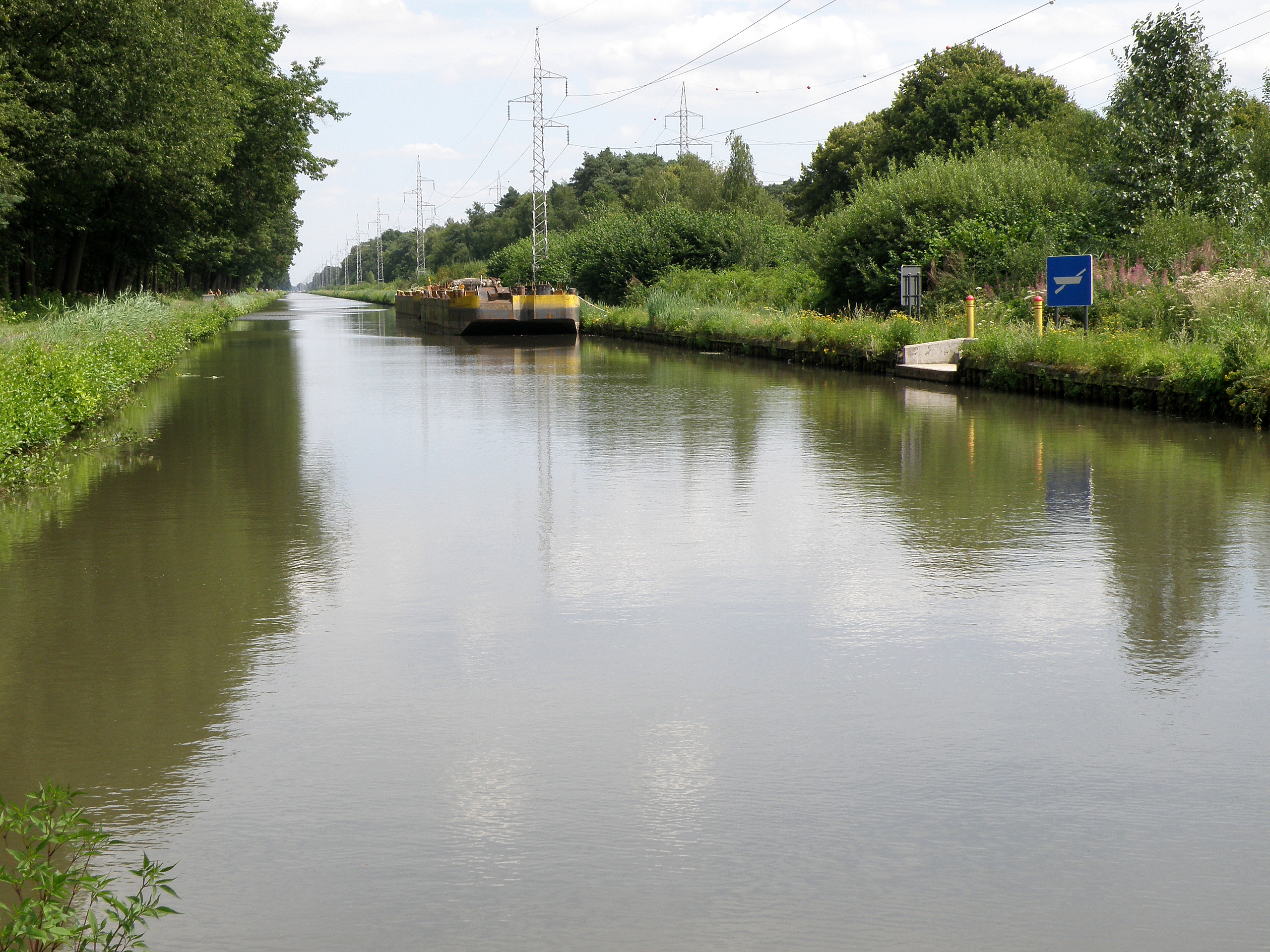
Le canal à Sint-Job-in-'t-Goor.